# ГЕС Холен І-ІІ
ГЕС Голен І-ІІ — гідроелектростанція на півдні Норвегії, дещо менше ніж за 100 кілометрів на північний схід від Ставангера. Розташовуючись перед ГЕС Brokke, є однією зі станцій верхнього ступеня (поряд з ГЕС Голен ІІІ та ГЕС Скарг) каскаду на річці Отра, яка впадає до протоки Скагеррак у Крістіансанні.
Отра, що на всій протяжності має переважно південний напрямок течії, протікає у верхів'ї через озера Saesvatn, Breidvatn, Lislevatn, Гартеватн (Hartevatn) та послідовно приймає праві притоки Kaldsai (впадає на ділянці Breidvatn), Forsvassani (приєднується до Hartevatn) і Loyningsani, котрі прямують на південний схід. У роботі ГЕС Голен І-ІІ залучили названі тільки що озера на Отрі, а також ряд водойм на притоках, створивши наступні резервуари:
- Skyvatn на Kaldsai, де шляхом одерновування нижче природного порогу організували регулювання рівня поверхні між позначками 1078 та 1090 метрів НРМ,[2] що забезпечує корисний об'єм у 56,8 млн м³;[3]
- Saesvatn/Breidvatn, для чого на виході Отри з Breidvatn спорудили невелику комбіновану (бетонна з кам'яно-накидними елементами) греблю[4], внаслідок створеного нею підпору виникла спільно регульована водойма з коливанням рівня між позначками 894 та 896,5 метра НРМ[2] (в тому числі 1 метр шляхом одерновування нижче природного порогу).[3]
- Breivevatn/Hartevatn, котре утворили перекривши вихід Отри з Hartevatn комбінованою (бетонна з кам'яно-накидними елементами) греблею та поглибивши останню ділянку річища Forsvassani (на якій знаходиться Breivevatn) перед впадінням в Отру (Hartevatn) так, щоб забезпечити в об'єднаній водоймі коливання рівня поверхні в діапазоні 7 метрів. Втім, за домовленістю з місцевою владою фактичне регулювання певний час не перевищувало 1,6 метра[5]  (між 757,3 та 758,9 метра НРМ),[2] а у 21 столітті це вже було закріплено в ліцензії;[6]
- Store Forsvatn, котре розташовується на Forsvassani перед описаним тільки що Breivevatn та має коливання рівня поверхні між позначками 836 та 843 метри НРМ[2] (в тому числі 3 метри шляхом здреновування нижче природного порогу), що забезпечує корисний об'єм у 20,6 млн м³.[3]

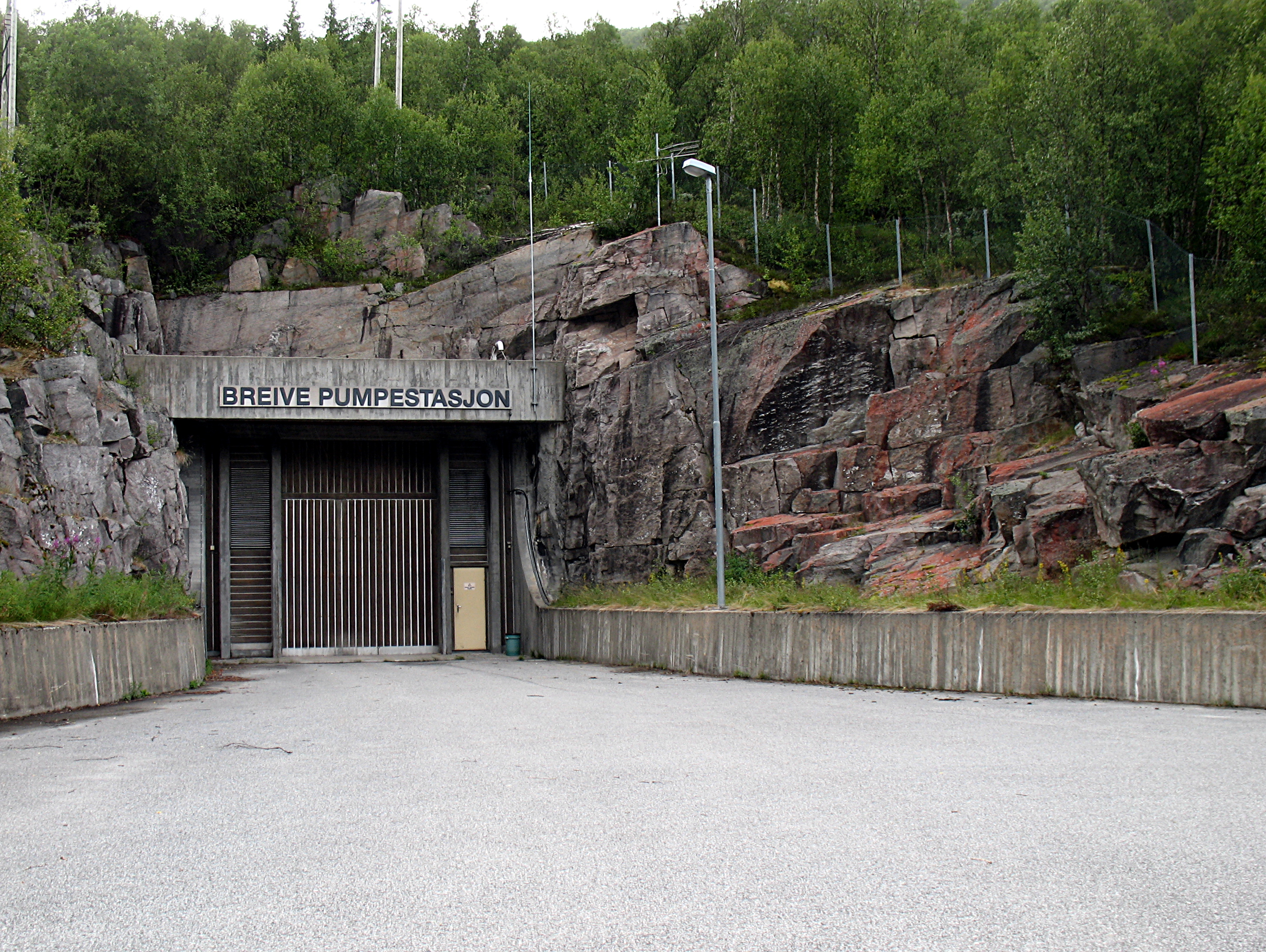
В'їзд до насосної станції Breive

Skyvatn природним шляхом дренується в Saesvatn/Breidvatn, з якого ресурс по руслу Отри досягає озера Lislevatn (створений тут підпір лише на 0,35 метра не дозволяє вважати його за водосховище), звідки прокладено тунель довжиною майже 10 км до Store Forsvatn. При цьому існують плани організувати скидання води зі Skyvatn до Store Forsvatn через нову дериваційну ГЕС. Що стосується розташованого нижче за всі названі резервуари Breivevatn/Hartevatn, то для подачі з нього ресурсу в тільки що названий тунель працює насосна станція Breive, введена в експлуатацію у 1982 році. Вона має вісім насосів потужністю по 2,5 МВт котрі споживають близько 17 млн кВт-год електроенергії на рік.
Вода, зібрана у Store Forsvatn зі сховищ верхнього рівня, подається по тунелю довжиною понад 5 км до розташованого південніше на річці Loyningsani головного резервуару Vatnedalsvatn. Сюди ж природним шляхом по річищу Loyningsani дренується створене вище водосховище Ormsavatn, котре має коливання рівня поверхні між 856,5 та 868 метрами НРМ (в тому числі на 9,5 метра шляхом здреновування) та корисний об'єм у 30,6 млн м³. При цьому на виході з Ormsavatn спорудили греблю ще в 1951 році, за три десятиліття до появи Голен І, що мало на меті накопичувати додатковий ресурс для станцій на нижній Отрі. Спершу це була так звана trebukkedam — дерев'яна споруда, котра має похилену в бік нижнього б'єфу площину, підтримувану поставленими під кутом численними розпірками. В 1991 році її замінили бетонною греблею висотою 7 метрів та довжиною 68 метрів, не змінивши регуляторні показники.
Vatnedalsvatn вперше врегулювали у 1919 році, коли завдяки кам'яній мурованій греблі підняли рівень на 5 метрів, на додаток до цього дренажним тунелем забезпечили зниження проти природного стану на 2,5 м. У 1943-му (під час німецької окупації) почалось зведення нової бетонної споруди, завершеної вже по закінченню Другої світової війни у 1947-му. Тепер підпір зріс з 5 до 18,5 метра, що забезпечувало створення великого сховища з корисним об'ємом у 142 млн м³.

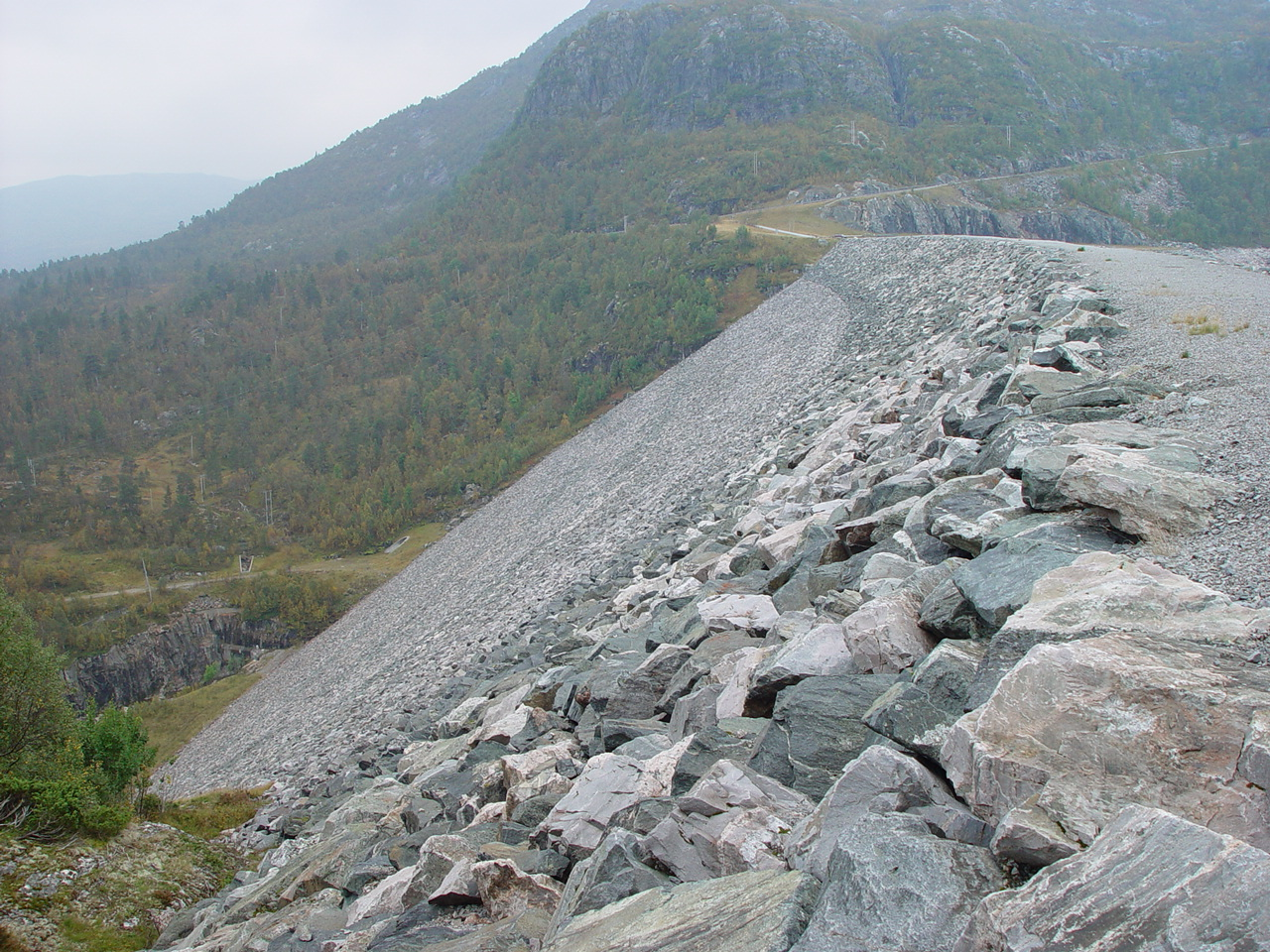
Гребля Vatnedalsvatn

Нарешті, в 1978—1983 роках в межах проєкту ГЕС Голен сховище Vatnedalsvatn збільшили в рази. Тепер тут з'явились дві кам'яно-накидні греблі, більша з яких (південна) поглинула попередню бетонну. Ця нова споруда з моренним ядром мала висоту 120 м, довжину 480 м та ширину по основі 365 м, що потребувало 4,3 млн м³ матеріалу. Створена для закриття сідловини північна гребля мала висоту 65 метрів та довжину 380 метрів, для чого знадобилось ще 0,9 млн м³ матеріалу. В результаті Vatnedalsvatn перетворилось на резервуар з припустимим коливанням рівні поверхні в діапазоні від 700 до 840 метрів НРМ (в тому числі шляхом суттєво збільшеного — до 45 метрів — здреновування нижче природного порогу), що забезпечило корисний об'єм у 1150 млн м³ (сьомий показник у Норвегії).
З Vatnedalsvatn на південь прокладено головний дериваційний тунель довжиною 12 км (не рахуючи бокових відгалужень). Він прямує до машинного залу, спорудженого поблизу північного берега сховища Bossvatn, яке знаходиться на ще одній правій притоці Отри — річці Bossvassai (бере початок у другому за потужністю водосховищі країни Blasjoen, котре працює на гідровузол Ulla-Forre). На своєму шляху тунель отримує додатковий ресурс з водозаборів на Skargjesani (ліва притока Bossvassai) та Kvervani (ліва притока попередньої). Можна відзначити, що вище по течії з Skargjesani вже здійснювався відбір води для більш високонапірної ГЕС Голен ІІІ.
Неподалік свого завершення головний тунель через бічні відгалуження приймає додатковий ресурс з водозаборів на ще чотирьох лівих притоках Bossvassai — Trogumsani, Hisbekken, Fossbekken та Kvernbekken.
Машинний зал обладнаний двома турбінами типу Френсіс потужністю по 87 МВт, які працюють при об'ємі від 149 до 345 метрів (влітку цей показник не перевищує 310 метрів через встановлені ліцензією умови щодо мінімального рівня у нижньому б'єфі). Це дозволяє виробляти 613 млн кВт-год електроенергії на рік.
Відпрацьована вода відводиться до сховища Bossvatn.
Варто відзначити, що машинний зал станції розташований разом з аналогічною спорудою ГЕС Голен III.